# Tambours et clairons
Tambours et clairons, sous-titré pas redoublé pour piano, op. 25, est une œuvre pour piano de la compositrice Mel Bonis.

## Composition
Mel Bonis compose son Tambours et clairons, pour piano. L'œuvre, dédiée à René Domange, est publiée aux éditions Baudoux en 1901. Elle est rééditée par les éditions Salabert.

## Réception
Sous la direction de Gabriel Parès, la Garde républicaine joue quatre fois une transcription pour orchestre d'harmonie de la pièce entre 1905 et 1906, pour des concerts donnés dans des squares parisiens,,.

## Sources
- Étienne Jardin, Mel Bonis (1858-1937) : parcours d'une compositrice de la Belle Époque, 2020 (ISBN 978-2-330-13313-9 et 2-330-13313-8, OCLC 1153996478)